# 371
371（三百七十一、さんびゃくななじゅういち）は自然数、また整数において、370の次で372の前の数である。

## 性質
- 371は合成数であり、約数は 1, 7, 53, 371 である。
  - 約数の和は432。
- 117番目の半素数である。1つ前は365、次は377。
- 371 = 92 + 112 + 132
  - 3連続奇数の平方和で表せる数である。1つ前は251、次は515。
  - 371 = 12 + 32 + 192 = 12 + 92 + 172 = 52 + 112 + 152 = 92 + 112 + 132
    - 3つの平方数の和4通りで表せる30番目の数である。1つ前は365、次は378。(オンライン整数列大辞典の数列 A025324)
    - 異なる3つの平方数の和4通りで表せる18番目の数である。1つ前は369、次は378。(オンライン整数列大辞典の数列 A025342)
- 371 = 12 + 32 + 62 + 102 + 152
  - 5連続三角数の平方和で表せる最小の数である。次は811。
- 1～21までの約数の和である。1つ前は339、次は407。
- 各位の和が11になる35番目の数である。1つ前は362、次は380。
- 371 = 42 + 52 + 62 + 72 + 82 + 92 + 102
  - 7連続自然数の平方和で表せる4番目の数である。1つ前は280、次は476。
- 371 = 33 + 73 + 13
  - 12番目のナルシシスト数である。１つ前は370、次は407。
  - 各桁の立方和が元の数になる4番目の数である。1つ前は370、次は407。(オンライン整数列大辞典の数列 A046197)
  - 371 = 13 + 33 + 73
    - 3つの正の数の立方数の和1通りで表せる49番目の数である。1つ前は368、次は375。(オンライン整数列大辞典の数列 A025395)
    - 異なる3つの正の数の立方数の和1通りで表せる21番目の数である。1つ前は368、次は378。(オンライン整数列大辞典の数列 A025399)
    - n = 3 のときの 1n + 3n + 7n の値とみたとき1つ前は59、次は2483。(オンライン整数列大辞典の数列 A074509)
- 371 = 33 + 43 + 43 + 63
  - 4つの正の数の立方数の和で表せる86番目の数である。1つ前は369、次は372。(オンライン整数列大辞典の数列 A003327)
- 371 = 192 + (3 + 6 + 1)
  - n = 19 のときの n2 とその各位の和との和とみたとき1つ前は333、次は404。(オンライン整数列大辞典の数列 A171613)

## その他 371 に関連すること
- 国際電話番号の371は、ラトビア。
- 371系または371型の鉄道車両。
  - JR東海371系電車
  - 台北捷運371型電車
  - 西武371系電車
- スカパー!のCh371は、エンタ!371。同チャンネルの情報番組が、
  - News!371〜ジュニア
  - News!371〜アクトレス
- カニンガム(USS Conyngham, DD-371)は、アメリカ海軍の駆逐艦。
- プレスリー(USS Presley, DE-371)は、アメリカ海軍の護衛駆逐艦。
- ラガート(USS Lagarto, SS-371)は、アメリカ海軍の潜水艦。